# Josef Havlín (ministr)
Josef Havlín (28. srpna 1924 Holšice – 4. dubna 2004 Praha) byl český a československý politik Komunistické strany Československa, tajemník Ústředního výboru KSČ, předtím ministr školství České socialistické republiky; poslanec České národní rady a Sněmovny národů Federálního shromáždění za normalizace.

## Biografie
Absolvoval Fakultu strojního inženýrství na ČVUT. V letech 1965–1968 byl vedoucím oddělení školství a vědy Ústředního výboru KSČ, od roku 1975 členem sekretariátu ÚV KSČ. XIII. sjezd KSČ ho zvolil kandidátem Ústředního výboru Komunistické strany Československa. XIV. sjezd KSČ ho na postu kandidáta potvrdil. Do funkce člena Ústředního výboru Komunistické strany Československa byl převeden k 7. říjnu 1975. XV. sjezd KSČ, XVI. sjezd KSČ a XVII. sjezd KSČ ho v této funkci potvrdil. V období říjen 1975 – duben 1988 dosáhl vrcholu kariéry jako člen sekretariátu a tajemník ÚV KSČ.
Zastával četné veřejné i vládní posty. Již v letech 1963–1964 působil coby náměstek ministra školství a kultury, od dubna do prosince roku 1969 byl předsedou Českého úřadu pro tisk a informace, v letech 1970–1971 zastával funkci prvního náměstka ministra školství České socialistické republiky a v letech 1971–1975 potom sám působil coby ministr školství České socialistické republiky ve vládě Josefa Kempného a Josefa Korčáka a druhé vládě Josefa Korčáka. V roce 1974 obdržel Řád práce, roku 1978 Řád republiky a roku 1984 Řád Klementa Gottwalda.
Dlouhodobě zasedal v zákonodárných sborech. Ve volbách roku 1971 nastoupil do České národní rady. Ve volbách roku 1976 přešel do české části Sněmovny národů (volební obvod č. 24 – Domažlice-Plzeň-jih, Západočeský kraj). Mandát získal i ve volbách roku 1981 (obvod Domažlice-Klatovy) a volbách roku 1986 (obvod Domažlice-Klatovy). Ve Federálním shromáždění setrval do roku 1988, kdy rezignoval na svůj mandát.
Po odchodu z parlamentu působil v letech 1988–1990 jako československý velvyslanec v Polsku. V roce 1990 po sametové revoluci byl vyloučen z KSČ.